# Ross Whyte
Ross Whyte (York, 31 de agosto de 1998) es un deportista británico que compite por Escocia en curling.
Participó en los Juegos Olímpicos de Pekín 2022, obteniendo una medalla de plata en la prueba masculina.
Ganó una medalla de plata en el Campeonato Mundial de Curling Masculino de 2021 y dos medallas de oro en el Campeonato Europeo de Curling, en los años 2018 y 2021.

## Palmarés internacional
| Representando al Reino Unido |                       |                  |        |
| Juegos Olímpicos             |                       |                  |        |
| Año                          | Lugar                 | Medalla          | Prueba |
| 2022                         | Pekín (China)         | Medalla de plata | Equipo |
| Representando a Escocia      |                       |                  |        |
| Campeonato Mundial           |                       |                  |        |
| Año                          | Lugar                 | Medalla          | Prueba |
| 2021                         | Calgary (Canadá)      | Medalla de plata | Equipo |
| Campeonato Europeo           |                       |                  |        |
| Año                          | Lugar                 | Medalla          | Prueba |
| 2018                         | Tallin (Estonia)      | Medalla de oro   | Equipo |
| 2021                         | Lillehammer (Noruega) | Medalla de oro   | Equipo |